# Third Man on the Mountain
Third Man on the Mountain é um filme de drama e aventura estadunidense de 1959 dirigido por Ken Annakin.